# Apostolic United Brethren
Die Apostolic United Brethren, AUB, „Apostolische Vereinte Brüder“, sind eine fundamentalistische, polygame Konfession des mormonischen Fundamentalismus innerhalb der Bewegung der „Heiligen der Letzten Tage“ (auch „Rocky-Mountain-Heilige“). Sie besitzt seit den 1990er Jahren einen Tempel im mexikanischen Ozumba, das 50 km südöstlich von Mexiko-Stadt liegt, sowie seit den 1980er Jahren ein Begabungshaus in Utah – so nannte die Hauptkirche ihre improvisierten Tempel in der Zeit von 1846 bis 1877, als kein offizieller Tempel existierte. Die Bezeichnung Apostolic United Brethren wird nicht grundsätzlich von den Mitgliedern genutzt; einige bevorzugen eher „das Werk“, „die Priesterschaft“ oder „die Gruppe“. Außenstehende verwendeten früher eher „Allred-Gruppe“, da zwei ihrer Leiter diesen Namen trugen.

## Mitgliedschaft
Die AUB haben zwischen 5.000 und 8.000 Mitglieder, die meisten davon in Utah und Mexiko. Der Sitz befindet sich in Bluffdale (Utah), wo es eine Kirche, eine Schule, ein Archiv und Sportstätten gibt.
United-Order-Gemeinschaften existieren in Rocky Ridge, Harvest Haven, das zu Eagle Mountain gehört, Cedar City und Granite, alle Utah; weitere Gemeinden und Versammlungen bestehen in Pinesdale (Montana), Lovell (Wyoming), Mesa (Arizona), Humansville (Missouri) sowie Ozumba (Mexiko). Möglicherweise gibt es Mitglieder der Gruppe in Deutschland, den Niederlanden und den Philippinen. Mitte der 1980er Jahre trat eine Gruppe von etwa 80 Mormonen aus Bristol den AUB bei, nachdem sie ihr Interesse bekundet und daraufhin von AUB-Mitgliedern aus den USA besucht wurden.
Die AUB unterhalten mindestens drei Privatschulen; viele Familien unterrichten ihre Kinder zu Hause.
Einige Mitglieder blieben zugleich bei der Kirche Jesu Christi der Heiligen der Letzten Tage, LDS, und halten ihre Zugehörigkeit zu den AUB geheim, da die Förderung, das Beibehalten oder das Leben in einer Mehrehe einen Grund zum Ausschluss aus der LDS darstellt.

## Organisation
Den AUB steht der Präsident der Priesterschaft vor. Die nächsthöhere Autorität stellt der Priesterrat, zu dem auch der Präsident gehört, dar. Danach folgen die Vorsitzenden der Siebziger, der Hohepriester, der Ältesten, der Aaronischen Priesterschaft, der Frauenhilfsvereinigung („Relief Society“), der Sonntagsschule, der Jungen Damen, der Pfadfinder und der Primarorganisationen, die je nach Region unterschiedlich sein können. Auf örtlicher Ebene gibt es Bischöfe, Priesterratsvertreter und Patriarchen.
Die AUB unterhält eine paramilitärische Miliz, die sie zur Einschüchterung von Kritikern und potentiellen Aussteigern einsetzt. Dies wurde 2019 von Matt Browning, einem früheren verdeckten Ermittler gegen Rechtsradikale in Maricopa County, und einem Aussteiger bekannt gemacht und von der Salt Lake Tribune bestätigt. Der Aussteiger gab an, an paramilitärischen Übungen der Gruppe teilgenommen zu haben. Während Aufnahmen für die von Browning mitproduzierte Fernsehserie Escaping Polygamy wurden Browning und der Aussteiger von Angehörigen der Miliz bedroht.

## Zusammenkünfte
Abendmahlsversammlung und Sonntagsschultreffen finden wie auch einige privat in Familien organisierte Sonntagsschulen und Kollegiumsversammlungen sonntags statt. Die Treffen der Relief Society, der jungen Frauen, Primar- und Scouttreffen finden während der Woche statt.
In den Versammlungshäusern gibt es Tanz- und Musikveranstaltungen, Spiel- und Familienheimabende; zuweilen treffen sich auch die verschiedenen Klassen dort.

## Lehren und Bräuche
Die AUB betrachten die Glaubensartikel von Joseph Smith als gültige Zusammenfassung des mormonischen Glaubens. Sie glauben, dass die LDS durch die Verbreitung des Buches Mormon und die genealogische Forschung auch heute noch eine Rolle im göttlichen Heilsplan spielt. Am bekanntesten sind die Brüder wegen des Festhaltens an der mormonischen Polygynie, der Vereinigten Ordnung, der Adam-Gott-Lehre, sowie wegen des Treffens von 1886. Kindesmissbrauch, sexuelle Nötigung der Ehefrau und Inzucht werden als schwerste Sünden betrachtet. Mitglieder, die wiederholt dieser Taten überführt werden, werden ausgeschlossen. Opfern steht es frei, solche Delikte der Polizei zu melden. Trotzdem wurden wiederholt Fälle von Missbrauch und Bedrohung von Aussteigewilligen, auch mit Waffengewalt, bekannt.
Die Polygamie wird wegen der staatlichen Verbote in der Form gelebt, dass nur die erste Ehe staatlich eingegangen wird, die weiteren Ehen gelten als „spirituell“.
Die 1978 eingeführte Möglichkeit der Ordinierung von Schwarzen zu Priestern wurde von der AUB durch zu diesem Zweck geschaltete Zeitungsanzeigen entschieden bekämpft. Nach Ansicht der AUB führte das Betreten der Tempel durch Schwarze zu deren Entweihung. Die Mitgliedschaft der AUB wuchs nach dieser Entscheidung an. Nach einer Offenbarung Owen Allreds baute die Gruppe ein Endowment-Haus in Bluffdale und einen von der HLT-Kirche nicht anerkannten Tempel im mexikanischen Ozumba.

## Geschichte
Der Anspruch der AUB auf Autorität beruft sich auf Erzählungen von John Wickersham Woolley, Lorin Woolley und anderen, die im September 1886 an einem Gespräch zwischen LDS-Präsident John Taylor (1808–1887), den Woolleys und anderen teilnahmen. Nach Erzählungen kam Taylor vor dieser Begegnung mit Kirchengründer Joseph Smith und Jesus Christus zusammen. Dabei erhielt er eine Offenbarung, dass die Polygamie nicht aufgegeben werden dürfe; Gemeinschaften, die sich von der LDS trennten, sollten diese Lehre auf Erden bewahren. Am darauf folgenden Tag wurden die Woolleys und Taylors Anwalt, George Q. Cannon, dazu ausersehen, dieses Prinzip lebendig zu halten.
Die Mitglieder führen ihre Geschichte bis auf Joseph Smith und den Glaubensaussagen, die er verbreitete, sowie den Praktiken, die er lebte, zurück. Weil die AUB davon überzeugt ist, dass die LDS ihre Lehren und Ordnungen verändert habe, sehen sie ihre Verantwortung in der Bewahrung der ursprünglichen Offenbarungen und dem Befolgen aller von Gott gegebenen Gesetze.
Bis in die 1950er Jahre hinein waren die Fundamentalisten im Wesentlichen eine Gruppe. Aber mit der Ordination des nicht ganz so konservativen Heilpraktikers Rulon C. Allred durch Joseph W. Musser im Jahr 1951 und der folgenden Präsidentschaft Allreds über die Fundamentalisten in Short Creek (heute Colorado City in Arizona) und in weiteren Gegenden, kam es in nur wenigen Jahren zu immer weiterer Entfremdung voneinander, so dass die noch konservativeren Gläubigen von Short Creek schließlich eine eigene Gruppe unter dem Namen „Fundamentalistische Kirche Jesu Christi der Heiligen der Letzten Tage“ bildeten.
Als im Jahr 1977 Rena Chynoweth auf Veranlassung Ervil LeBarons, des Leiters der „Kirche der Erstgeborenen des Lamms Gottes (Church of the First Born of the Lamb of God)“, einer anderen sehr kleinen fundamentalistischen Mormonengruppe, Rulon C. Allred erschoss, gelangten die AUB ins Rampenlicht. Nachfolger wurde sein Bruder Owen Allred, der die AUB bis zu seinem Tod 2005 leitete. Anschließend leitete J. LaMoine Jenson die AUB bis zu seinem Tod 2014. Ihm folgte Lynn A. Thompson. Gegen diesen erhob eine seiner Töchter, Rosemary Williams, den Vorwurf, sie seit ihrem zwölften Lebensjahr sexuell missbraucht zu haben. Sie gab gegenüber Journalisten an, auf eine Anzeige gegen ihren Vater verzichten zu wollen, weil dies nichts Gutes bringen würde. Sie wolle ihren Vater aber daran hindern, andere zu missbrauchen, insbesondere seit er zum Präsidenten der AUB ernannt worden sei. Ein Sprecher der AUB verwies darauf, dass solche Dinge in der Organisation intern geregelt würden.
2009 erarbeitete die AUB eine Zusammenstellung ihrer Glaubensprinzipien, mit einem Schwerpunkt auf Fragen der Polygamie, die sie staatlichen Behörden zur Verfügung stellte. Diese hatten bereits 2006 einen Ratgeber für Behörden und Sozialarbeiter zusammengestellt, die mit polygamen Familien zu tun hatten.
2011 erhob die Familie Brown, bekannt aus der Fernsehserie Alle meine Frauen und Mitglieder der AUB, Verfassungsklage gegen das Polygamie-Verbot des Staates Utah. Sie beriefen sich auf die Entscheidung Lawrence v. Texas des Supreme Court von 2003, nach der volljährige Bürger das Recht haben, bei ihrer einvernehmlichen Ausübung der Sexualität durch den Staat in Ruhe gelassen zu werden. Das Bezirksgericht gab ihnen 2013 recht, soweit auch das Zusammenwohnen mit mehr als einem Partner unter Strafe steht. Im Berufungsverfahren stellte das United States Court of Appeals for the Tenth Circuit 2016 das Verfahren ein, weil Utah einvernehmliche Polygamie nicht verfolgt. Dagegen erhoben die Browns Beschwerde zum Supreme Court. Diese wurde im Januar 2017 zurückgewiesen.
Die Tante einer der vier Frauen, Kristyn Decker, die selber in einer Polygamistenfamilie aufwuchs, nannte die Polygamie ein umfassendes System des Missbrauchs und wies darauf hin, dass innerhalb der AUB nur Männer die Entscheidungen treffen würden. Die Fernsehserie sei der Lebensunterhalt für die Familie Brown und erschwere den Darstellern einen Ausstieg aus der Gruppe.